# باد سبراغ
باد سبراغ (بالإنجليزية: Bud Sprague)‏ هو لاعب كرة قدم أمريكية أمريكي، ولد في 8 سبتمبر 1904 في دالاس في الولايات المتحدة، وتوفي في 25 أبريل 1973 في نيويورك في الولايات المتحدة.